# Kölner Domplombe

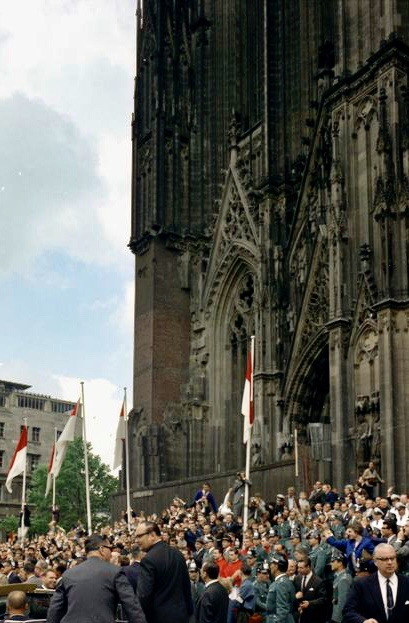
20.000 Ziegelsteine: Domplombe 1943–2004

Die sogenannte Kölner Domplombe war ein unverkleidetes Mauerwerk aus Ziegeln, mit dem ein statisch kritischer Bombenschaden am Nordturm des Kölner Domes verschlossen wurde. Im November 1943 hatte eine Fliegerbombe den Stützpfeiler so stark beschädigt, dass die Stabilität des Turmes gefährdet war. Der Krater wurde bis Frühjahr 1944 mit Ziegelsteinen verschlossen, die über 60 Jahre lang am Nordturm sichtbar blieben. Als letzter großer Kriegsschaden wurde die Plombe 1995 bis 2005 repariert und mit Werkstein verblendet. Einige Experten hatten dafür plädiert, sie als Mahnmal gegen den Krieg unverkleidet zu lassen.

## Entstehung der Ziegelsteinplombe

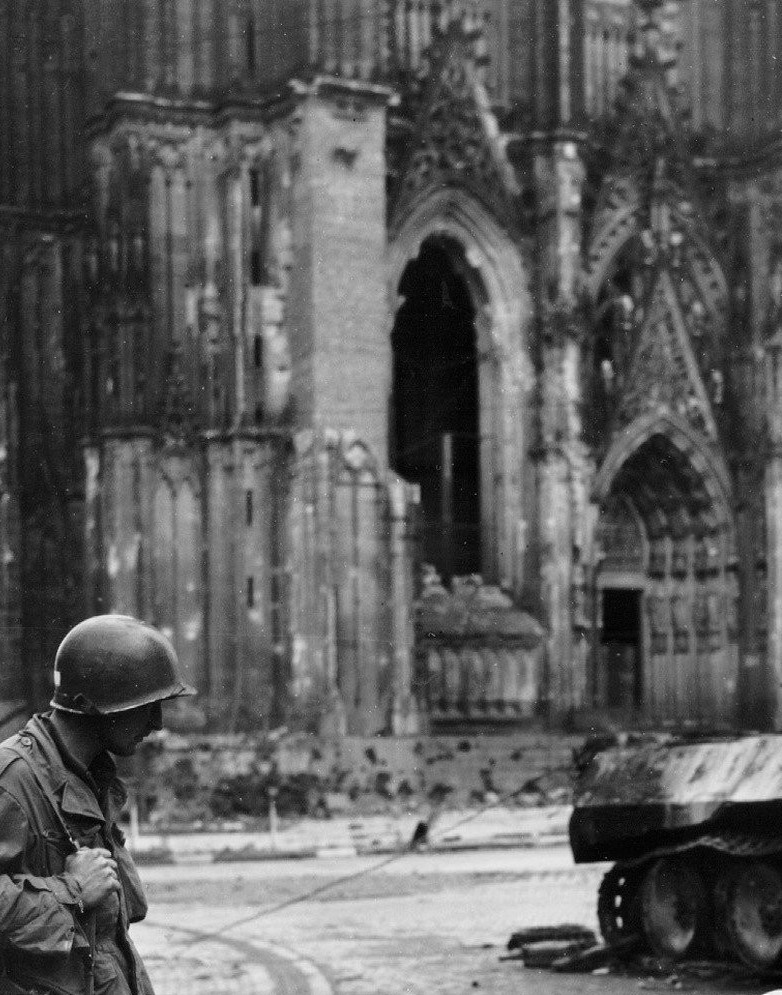
April 1945: Beschädigter Dom mit Plombe

Ab dem 30. Mai 1942 begannen im Zweiten Weltkrieg mit der Operation Millennium die Bombenangriffe auf Köln, die sich bis 1945 fortsetzten. Der Dom wurde durch etwa 70 Bombentreffer, darunter 14 schwere Fliegerbomben, schwer beschädigt. Von den 22 Gewölben wurden im Langhaus und im Querhaus neun zerstört und sechs stark beschädigt. Der Giebel des nördlichen Querhauses brach herunter; alle Fenstermaßwerke wurden beschädigt und das große Westfenster vernichtet.
Am 3. November 1943 flog ein Verband von zehn Bombern über Köln, um den bis dahin weitgehend unbeschädigten, allerdings strategisch wichtigen Kölner Hauptbahnhof zu treffen. Bei dem Angriff, der den Bahnhof verfehlte, wurde der Dom schwer beschädigt. Eine Sprengbombe riss ein großes Loch in den statisch wichtigen Eckpfeiler des Nordturmes. Das Loch war in etwa 10 Metern Höhe entstanden und rund 10 Meter hoch; insgesamt wurden 82,8 Kubikmeter Quadermauerwerk herausgesprengt. Die Erschütterungen hatten auch die Werksteine unterhalb des Loches gelockert, so dass die Gefahr bestand, dass weitere Bauteile auseinanderfallen könnten. Durch den Schaden drohte der Einsturz des gesamten Turmes; in einer ersten Schätzung gingen die Verantwortlichen davon aus, dass zur Verfüllung drei Tonnen Eisen, zehn Tonnen Zement und 45.000 Ziegelsteine nötig sein würden. Die Dombauhütte war wegen der Größe des Schadens und der Beschränkungen durch die Kriegswirtschaft nicht in der Lage, die Sicherung alleine durchzuführen.
Pioniere des Pionierersatzbataillons 253 aus Köln-Westhoven unter Führung des Kommandeurs Paul Börger räumten bereits am Tag nach dem Bombentreffer den Schutt weg und scheinen auch danach die Sicherungsarbeiten weiter unterstützt zu haben. Dombaumeister Hans Güldenpfennig erarbeitete zusammen mit dem Statiker Wilhelm Schorn einen Sicherungsplan und beauftragte den Kölner Bauunternehmer Wildermann und Schorn mit den Arbeiten auf der Baustelle. Möglicherweise kamen auch niederländische Zwangsarbeiter zum Einsatz. Vom 5. November 1943 bis Frühjahr 1944 wurde das Loch mit rund 20.000 Ziegelsteinen verschlossen. Die sogenannte Domplombe blieb bis 2004 am Nordturm sichtbar; bei der Renovierung zeigte sich, dass die Vermauerung sehr solide erfolgt und der Mörtel ausgesprochen hart war.

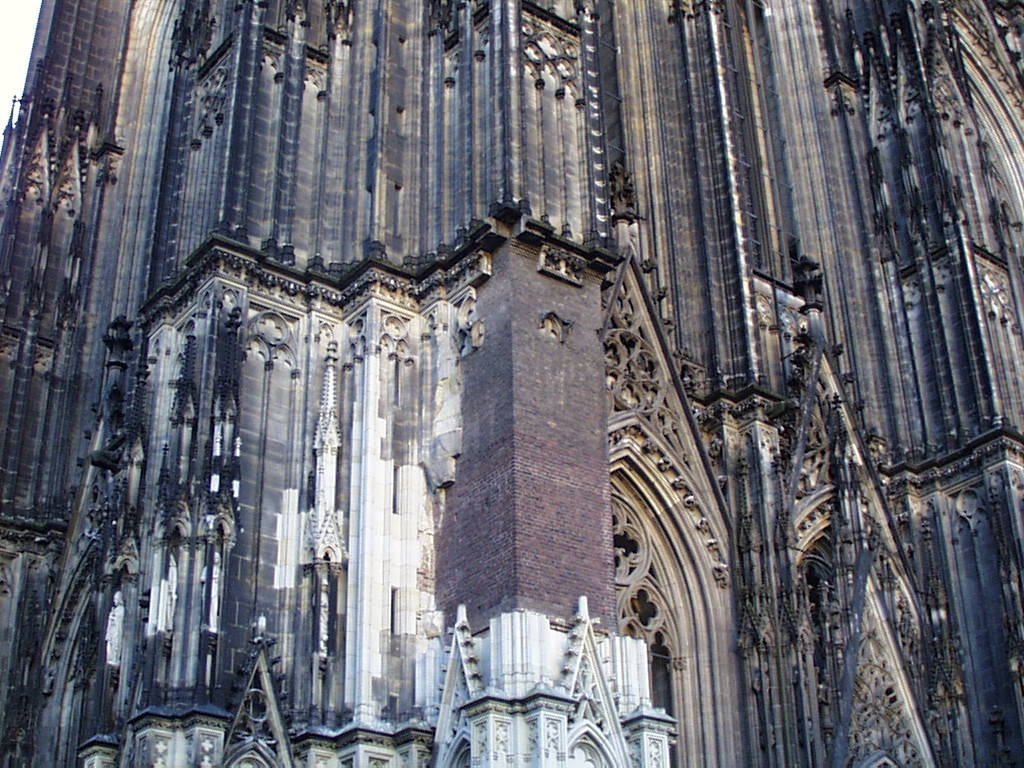
Verblendquader vor Ziegelsteinen: Domplombe 2000

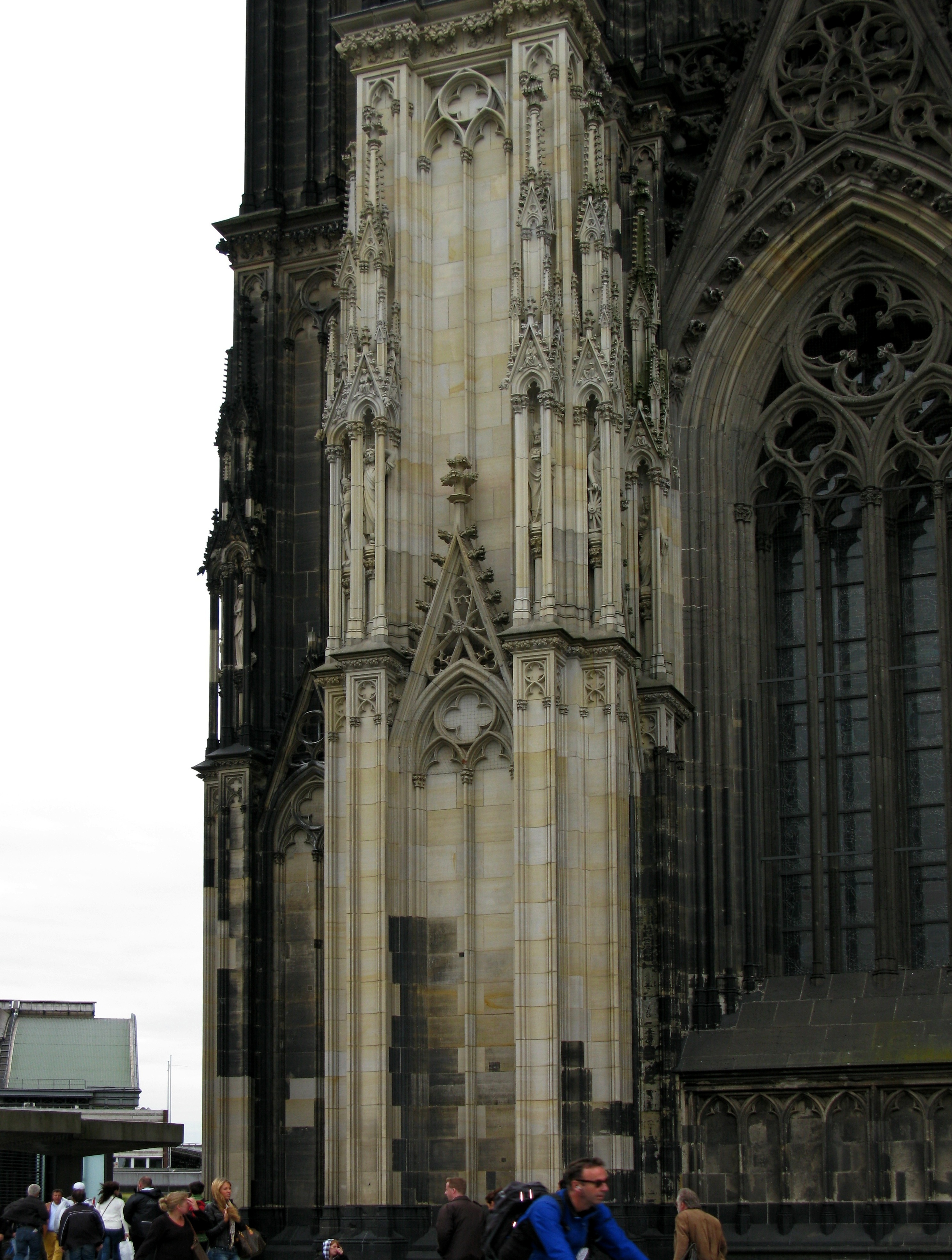
823 Werksteine: Wieder vollständig verkleidete Domplombe seit 2005

## Plombe als Mahnmal
Weder Willy Weyres (Dombaumeister 1944–1972) noch Arnold Wolff (Dombaumeister 1972–1999) hatten je geplant, die Ziegelplombe unverkleidet zu lassen. Aber erst Mitte der 1990er-Jahre ließen es die anderen dringenden Restaurierungsarbeiten zu, die Plombe wieder mit Werkstein zu verkleiden. Damit sollte auch der letzte große sichtbare Kriegsschaden am Dom repariert werden. Allerdings musste das Domkapitel 1995 einen gesonderten Antrag beim Stadtkonservator stellen, weil der Dom 1982 als Ganzes – einschließlich der Ziegelplombe – unter Denkmalschutz gestellt worden war. In der Folge wurde öffentlich diskutiert, ob die Ziegelsteinplombe als Denk- und Mahnmal für den Zweiten Weltkrieg erhalten werden solle. Dombaumeister Arnold Wolff und Dompropst Bernard Henrichs setzen sich dagegen in der öffentlichen Diskussion dafür ein, den Schaden zu heilen. Der Stadtkonservator gab dies im März 1996 frei, da die Plombe nach Denkmalrecht nicht schützenswert sei. Im Rückblick urteilte der seit 2016 bestellte Dombaumeister Peter Füssenich, „es hätte dem Dom nicht geschadet, wenn die Plombe in der bisherigen Form erhalten geblieben wäre. Sie ist eine Spur der Geschichte gewesen“. Es habe keine bauliche Notwendigkeit gegeben, die Ziegelwand zu verkleiden, sondern es sei eine ästhetische Entscheidung gewesen.

## Verkleidung mit Werkstein

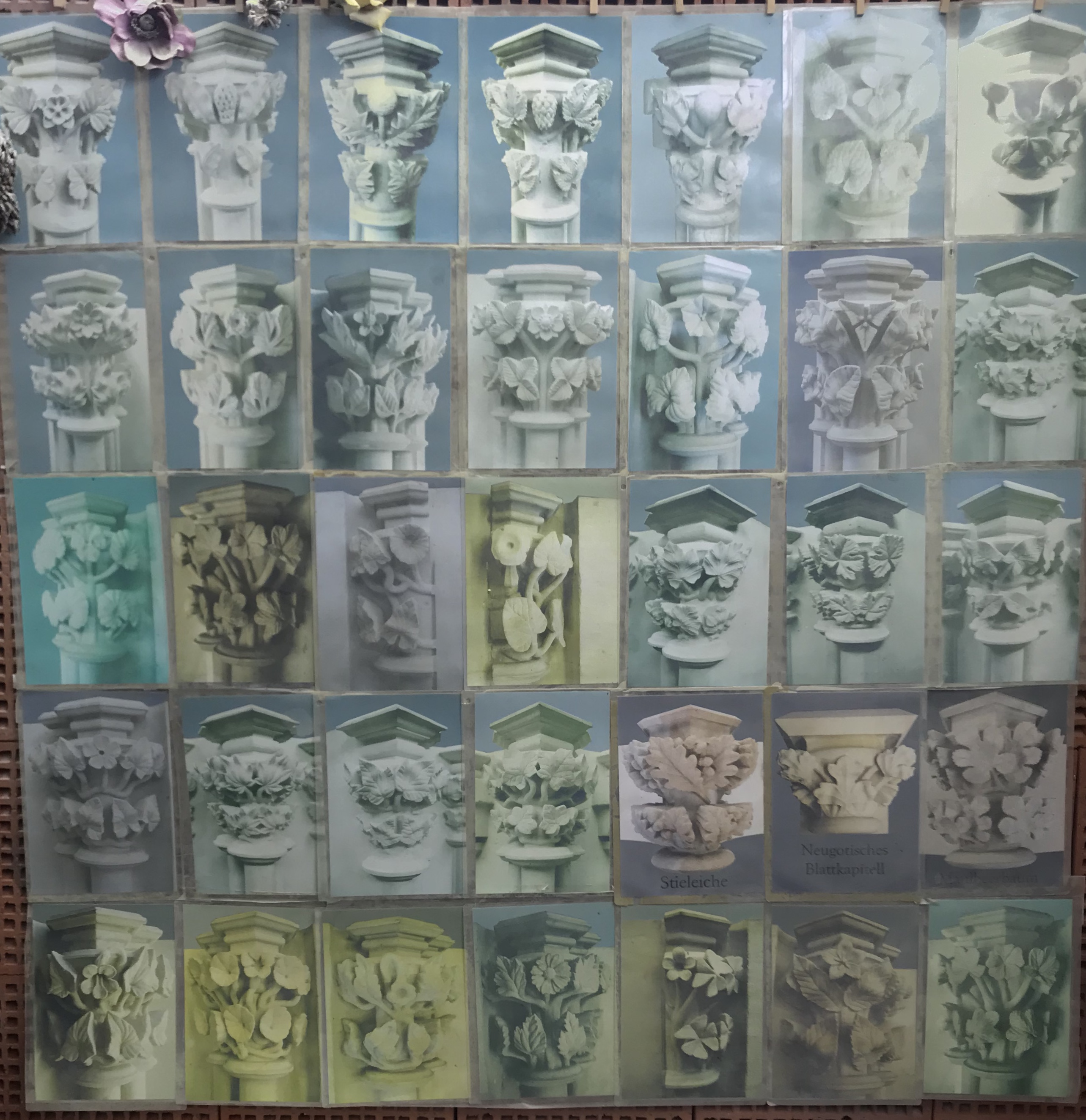
Ornamente der Blattranken von 35 neuen Kapitellen am Nordturm (2004/05)

Das gesamte Bauprojekt zur Verblendung der Ziegelplombe dauerte rund zehn Jahre von 1995 bis 2005. „Das Ersetzen der Domplombe entsprach vom Arbeitsaufwand her dem Bau einer Dorfkirche.“ Als Material wurde Obernkirchener Sandstein gewählt, der auch im 19. Jahrhundert als Baumaterial für den Nordturm gedient hatte. Die Steinmetze der Bauhütte verarbeiteten 103,7 Kubikmeter Stein mit einem Gewicht von rund 250 Tonnen zu 823 Werksteinen. 124 davon sind aufwändige Bildhauerstücke, die Kreuzblumen, Fialen und Kapitelle darstellen. Steinmetz Willi Bauer arbeitete für die Fialtürmchen 25 kleine Kreuzblumen. Für 35 der Blumen- und Blattkapitelle fand Steinmetz Markus Schroer anstelle der verlorenen Originale moderne Gestaltungen in historischer Silhouette. Er meißelte die Blattformen unter anderem von Klee, Distel, Hopfen, Akelei, Bougainvilleen und Schwarzäugige Susanne in die Werksteine. Die von der Domplatte mit bloßem Auge kaum zu erkennenden Blattranken der Postmoderne sind damit die baukünstlerisch jüngsten Steinmetzarbeiten am Dom. Die Figuren der dargestellten Heiligen – unter anderem Cordula, Christophorus, Katharina und Nikolaus – wurden von den Steinbildhauern nach den Gipsmodellen von Peter Fuchs aus dem 19. Jahrhundert originalgetreu neu in Form gehauen.
Im März 2004 begannen die Steinmetzen, die neuen Werksteine zu versetzen. Zunächst wurden die Ziegelsteine in einer Tiefe von rund 30 Zentimetern herausgebrochen. Dabei stellte sich heraus, dass die Arbeit 1943 sehr solide ausgeführt worden war, so dass sich die Ziegel nur schwer lösen ließen. Einige angrenzende Werksteine des 19. Jahrhunderts waren durch den Bombeneinschlag so stark beschädigt worden, dass sie zusätzlich ausgetauscht werden mussten.
Schließlich wurden die neu geschaffenen Werksteine versetzt und die verbleibende Ziegelplombe verblendet. Die Versetzarbeiten wurden im August 2005 zeitgerecht vor dem Weltjugendtag beendet.